# Владимировка (Новохопёрский район)
Владимировка — посёлок в Новохопёрском районе Воронежской области России. Входит в состав Пыховского сельского поселения. До 2011 года посёлок входил в состав ныне упразднённого Бурляевского сельского поселения.

## География
Находится в восточной части Воронежской области, на левом берегу реки Татарка (приток реки Савалы), примерно в 26 км к юго-западу от районного центра, города Новохопёрск, на высоте 117 метров над уровнем моря.

## Население
| 2010 |
| ---- |
| 7    |

По данным Всероссийской переписи, в 2010 году численность населения посёлка составляла 7 человек (4 мужчины и 3 женщины).

## Улицы
Уличная сеть посёлка состоит из одной улицы.